# Paul Deschanel
Paul Deschanel (Schaerbeek, 13 febbraio 1855 – Parigi, 28 aprile 1922) è stato un politico francese.
È stato presidente della Repubblica di Francia per poco tempo nel 1920, quando si dovette dimettere a causa di una grave malattia.

## Biografia
Suo padre, Émile Deschanel (1819-1904), era uno stimato professore di lettere e scrittore. 
La madre, Adèle Feignaux (1827-1907), era nata a Liegi da padre belga, Eugène Louis Georges Feigneaux (1799-1845) e madre inglese, Élisabeth Adèle Eugénie Spinnael (1797-1857).
Deputato dal 1885, Deschanel fu Presidente della Camera dal 1898 al 1902, e nuovamente dal 1912 al 1920. Il 17 gennaio 1920, vinte le elezioni presidenziali, la maggioranza moderata (detta Blocco Nazionale) lo scelse come Presidente della Repubblica, preferendolo a Clemenceau, ma dovette dimettersi già il 21 settembre successivo per motivi di salute, probabilmente una malattia mentale: nei sette mesi della sua presidenza fu protagonista di alcuni episodi imbarazzanti come ricevere ambasciatori nudo con indosso il solo cordone di cavaliere della Legion d'Onore. 
Durante la sua presidenza, accadde uno spiacevole episodio: il 24 maggio 1920, Deschanel dovette recarsi a Montbrison per l'inaugurazione di una statua dedicata ad un eroe francese della Grande Guerra. Tuttavia il treno arrivò in ritardo a destinazione e per giunta senza il presidente francese a bordo, poiché Deschanel era caduto dallo scompartimento presidenziale (probabilmente per un portellone laterale rimasto aperto) del treno diretto a Montbrison: iniziò a vagare di notte per cercare aiuto, e lo trovò in un ferroviere, che lo portò nella propria casa, ma all'inizio scambiò il Presidente per un barbone, anche se poi la moglie del ferroviere notò che aveva i piedi puliti, e quindi difficilmente poteva essere un clochard. Venne poi ritrovato dalla polizia e riportato al sicuro. 
Membro dal 1899 dell'Académie française, ha lasciato parecchie opere, tra cui: La question du Tonkin (1883) e La question sociale (1898).
Morì il 28 aprile 1922, a 67 anni, per una grave malattia polmonare.